# Karl Heinrich Klingert
Karl Heinrich Klingert (* 16. Januar 1760 in Herrnprotsch b. Breslau; † 1. März 1828 in Breslau) war ein deutscher Mechanikus und Erfinder.

## Leben
Vater Klingert betrieb eine kleine Branntweindestillation nordwestlich von Breslau. Heinrich Klingert besuchte vier Jahre lang das Breslauer Maria-Magdalenen-Gymnasium. Johann Friedrich Täsch, königlich-preußischer Kriegs- und Domainenkammer-Mechanikus und -Optikus war zu dieser Zeit Lehrer am Magdalenäum. Dieser erkannte die Talente seines Schülers Klingert. Und so folgte eine sechsjährige Ausbildung in der mechanischen Werkstatt von Täsch, die dem Gymnasium angeschlossen war und die Klingert dann nach dem Tod seines Lehrmeisters übernahm. Klingert interessierte sich vor allem für die chemische Physik, für die Thermo- und Fluidmechanik, für die galvanische Energieerzeugung sowie für die Hydraulik und ihre Effekte. Für seine Erfindung, die sich mit der Kavitation beschäftigte, wurde er 1798 zum Ehrenmitglied der „Leipziger Ökonomischen Sozietät“ ernannt. Seine Erfindungen waren keine Auftragsarbeiten. Die praktische Umsetzung kostete Geld, und Sponsoren hatte er nicht. Ohne Sorge um das tägliche Brot wäre der Name Klingerts von der Nachwelt vielleicht mit noch größeren Erfolgen verbunden worden. Aus seiner (wahrscheinlich vor) 1785 geschlossenen Ehe stammte eine Tochter. Karl Heinrich Klingert starb als königlich-preußischer Regierungs-Mechanikus im Alter von 68 Jahren.

## Leistungen

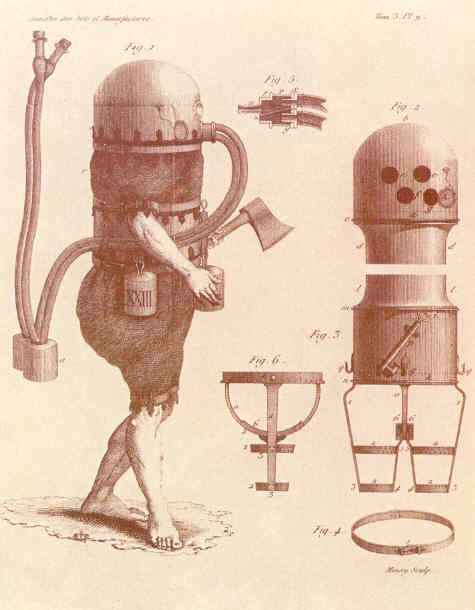
Taucheranzug von Klingert

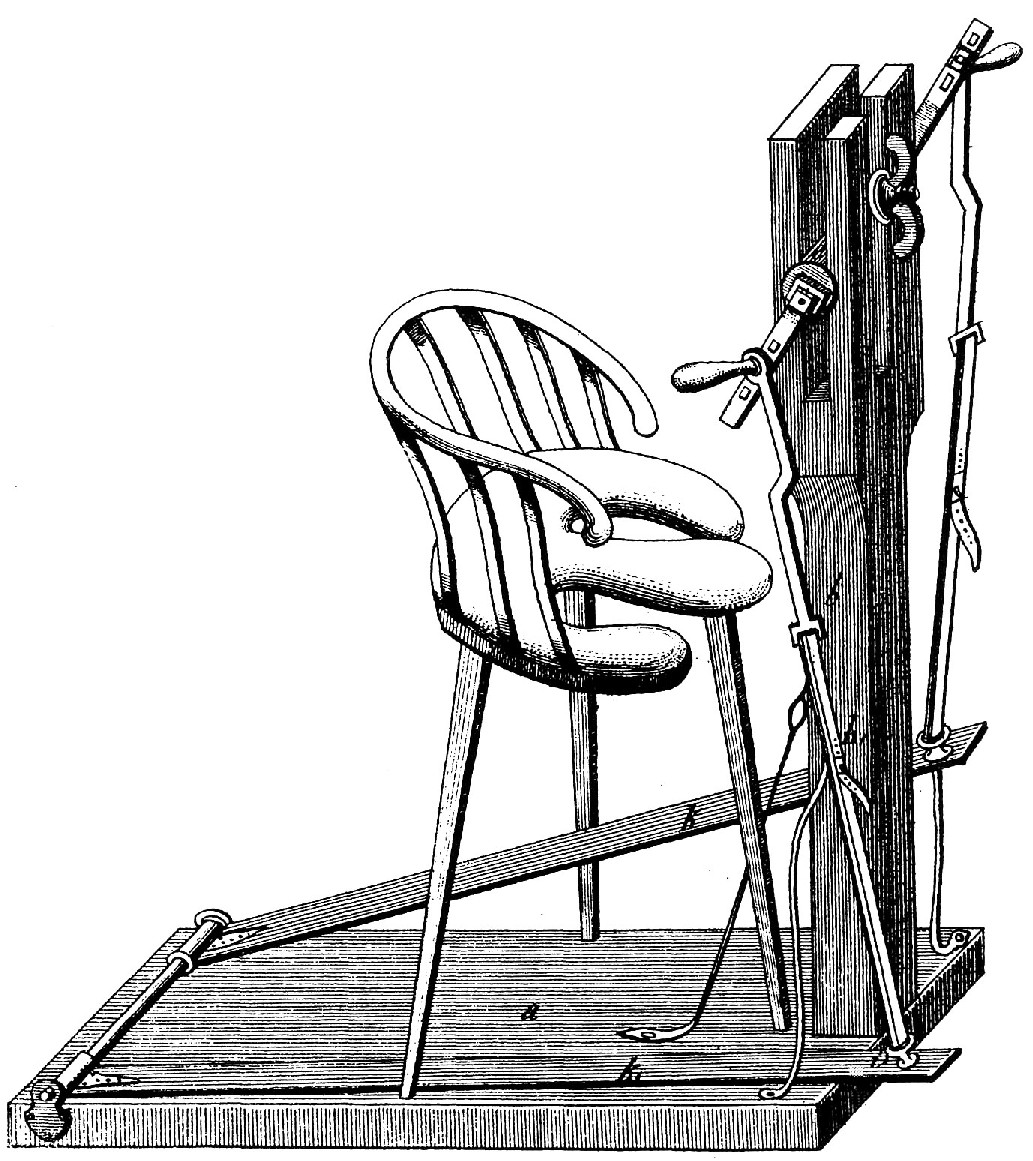
Das heilgymnastische Gerät von Karl Heinrich Klingert, 1810

Der Technikpionier Klingert baute – ausgehend von einer Zambonischen Säule – die erste elektrische Uhr (1815), die ersten Elektromotoren, einen hydraulischen Widder, aber auch Hilfsmittel für Kranke und Behinderte. So erfand er für Blinde ein Thermometer und einen Kompass. Ein von Klingert entwickeltes Tauchgerät bewies seine Brauchbarkeit, indem ein mit ihm ausgerüsteter Taucher einen Baumstamm in der Oder durchsägte. Und schon 1799 baute er einen künstlichen Arm für einen Mann, der sich den rechten Arm auf der Jagd abgeschossen hatte. 1803 wurde der Mechanikus zum Ehrenmitglied der philosophischen Fakultät der Universität Breslau ernannt. 1803 hatte Christian Heinrich Müller (1772–1849) eine Gesellschaft gegründet, die sich ab 1809 „Schlesische Gesellschaft für vaterländische Kultur“ nannte. Müller hatte von 1778 bis 1791 ebenfalls das Maria-Magdalenen-Gymnasium besucht und dort in der mechanischen Werkstatt Klingert kennengelernt. Dieser wurde eines der ersten Mitglieder dieser Gesellschaft, die national und international großes Ansehen genoss. Sie ersetzte die in Schlesien fehlende Akademie der Wissenschaften und Künste. Ehrenmitglieder waren unter anderem Johann Wolfgang von Goethe (1822) und Alexander von Humboldt (1827). Bis 1827 erschienen etwa 40 Aufsätze von Klingert in verschiedenen Schriften der Gesellschaft. Bei der „Tauchermaschine“ handelt es sich wohl um seine bekannteste Erfindung.

## Veröffentlichungen
- K.H. Klingert: Beschreibung einer in allen Flüssen brauchbaren Tauchermaschine. Breslau 1797 Digitalisat
- K.H. Klingert: Kurzer Nachtrag zur Geschichte und Beschreibung einer Tauchermaschine nebst der Erklärung einer Laterne oder Lampe, die in jeder verdorbenen Luft und im Wasser brennt. Breslau 1822 Digitalisat
- K.H. Klingert: Anzeige eines neu erfundenen Werkzeuges zum Einstreichen der Zähne in Zahnstangen und Cylinder-Röhren zum Gebrauch für mathematische Instrumente. Breslau 1826
- In Gilberts Annalen d. Physik,  Halle, Bd. 2, 1799; Bd. 4, 1800; Bd. 5, 1800; Bd. 7. 1801; Bd. 53, 1816